# Crvenonoga kornjača
Crvenonoga kornjača (lat. Chelonoidis carbonaria) je kopnena kornjača koja živi u sjevernim i središnjim dijelovima Južne Amerike.  Prosječna veličina im je oko 30 cm (12 in), ali mogu dosegnuti i više od 40 cm (16 in). Prepoznatljive su po tamnosmeđem do crnom oklopu (karapaksu), koji ima žućkaste uzorke, dok im je trbušni dio (plastron) svjetliji. Naziv su dobile po upečatljivim tamnim nogama s ljuskama kojima boja varira od blijedo žute do tamno crvene boje. Prepoznate su razlike između crvenonogih kornjača unutar različitih regija. Usko su povezane zbog prebivališta uz žutonoge kornjače (lat. C. denticulata) koje nastanjuju područja Amazonske prašume. Dok se crvenonoge kornjače u Hrvatskoj i većini Balkanskoga poluotoka ne smatraju ugroženom vrstom, u ostalim državama poput Ujedinjenog Kraljevstva i zapadnijih država njihov status zaštite postao je ozbiljniji jer se zbog prekomjernog udomljavanja ova životinjska vrsta ugrozila na razinu VU (ranjiv). 
Njihovo prirodno stanište seže od Savane do šumskih rubova oko Amazonske prašume. Spadaju pod svejede kojima se prehrana temelji na velikom izboru biljaka, većinom otpalim voćem, ali isto tako raznim travama, cvijećem, gljivama, strvinom, kukcima, crvima. Pri nedostatku minerala i/ili ne mogućnosti pronalaska hrane, hrane se čak i fekalijama ostalih životinja poput lisica. Ne spavaju zimski san, ali pri visokim temperaturama i suhom vremenu prelaze u stanje estivacije. 
Ženke nekoliko puta na godinu polažu legla od 2 do 15 gotovo okruglih jaja. Njihova jaja, novorođenčad i mladunčad su hrana mnogim predatorima, ali najveći prirodni neprijatelji odraslim crvenonogim kornjačama su jaguari i ljudi. Gustoća njihove naseljenosti kreće se od lokalno uobičajenog do vrlo oskudnog, dijelom i zbog uništenja staništa, prekomjernog izlova, te trgovine kućnim ljubimcima. 

## Taksonomija
Crvenonoge kornjače imaju mnoge različite nazive: crveno-stopalna, crveno-nožna, crveno-noga (često bez povlake), savana kornjača, no isto tako imaju i lokalne nazive: carumbe ili karumbe, što znači "spora u uzmicanju" (Brazil, Paragvaj),  wayapopi ili morrocoy (Venezuela, Kolumbija), te varijacije imena jabuti kao što su japuta i jabuti-piranga (Brazil, Argentina). 
Ime vrste carbonarius znači "poput ugljena" jer im oklop sliči na mrlje žara u ugljenu. Izmislio ga je Johann Baptist von Spix1824. godine.       

## Opis i životni vijek
Razlike u spolnim, regionalnim i individualnim izgledima crvenonogih kornjača jasno je razlučiva po boji, obliku oklopa i manjih anatomskih karakteristika. Odrasle ženke imaju oklop izgleda produženog ovala kojemu su bočne stranice paralelne, dok se mužjacima upravo te paralelne stranice lagano uvijaju. Sve zdrave jedinke ove vrste imaju ravan i gladak oklop. Pri nepovoljnim uvjetima života to jest smanjenoj vlažnosti, koja je bitna za ovu vrstu životinje, na oklopu počinju izlaziti izbočine u obliku piramida. Taj proces naziva se piramidiranje te je iznimno štetan za zdravlje crvenonoge kornjače. 
Životni vijek u divljini im je do 50 godina, a u zatočeništvu, uz savršene uvjete, mogu postignuti puno više. Nažalost ne postoji točan podatak.    

## Njega kornjače kao kućnog ljubimca
Crvenonoge kornjače su popularni kućni ljubimci diljem cijelog planeta. Poprilično su skupe, ali ne komplicirane za održavanje. Imaju interesantne osobine i osobnosti, sposobne su naučiti mnogo tijekom svoga dugogodišnjeg života. Ove kornjače bi se trebale nabavljati od profesionalnih uzgajatelja kako bi se zaštitilo divlje populacije kornjača i zaustavilo unutarnje parazite od širenja.      Svaki gmaz može biti prijenosnik salmonele, stoga se savjetuje vlasnicima da održavaju vlastitu higijenu kao i higijenu svoga ljubimca. Također savjetuje se da ostale kućne ljubimce poput pasa ne ostavljate bez nadzora u blizini kornjača jer ih mogu ozbiljno oštetiti misleći da su igračka.  

### Zbrinjavanje
Sve vrste kornjača kopnica trebale bi boraviti vani ako postoje povoljni vremenski uvjeti. Takva boravišta u obliku kućica trebala bi biti barem jedan i pol puta viši od duljine same kornjače. Mora postojati zaštita od nepredviđenih predatora i od samoga bijega kornjača, radi njihove sigurnosti. Odlutale kornjače nalaze se u smrtnoj opasnosti u nepoznatoj okolini, može ih primjerice udariti vozilo, napasti ptica grabljivica ili biti utopljena u bari od nekoga tko ne zna da je ona kopnena životinja. 
Boravak u unutrašnjosti doma trebalo bi osigurati terarijem prikladnih veličina, ali ni u kom slučaju staklenim jer će crvenonoga kornjača htjeti prodrijeti kroz staklo. Takvo boravište mora biti vodootporno, jer je kornjači potrebna velika vlažnost, te s toga mora sadržavati mjesto u kojemu će se moći namakati vodom i piti ju. Voda joj često zna postati mjesto za obavljanje nuždi pa bi bilo dobro mijenjati ju redovito bar jedanput na dan. Tlo terarija trebalo bi biti prekriveno mahovinom ili zemljom s kokosovim vlaknima (humus), živim biljem ili biljkom svile. Nikako se ne preporučuje pijesak jer može ozbiljno oštetiti unutarnje organe vašeg omiljenog ljubimca. 
Bitno im je i da imaju mjesto ili kutak u kojega se mogu sakriti. 
Također za zbrinjavanje u unutrašnjosti doma postoje i druga rješenja kao npr. "stol za kornjače kopnice" (eng. tortoise table) koji sliči na poveću ladicu; ograda koja se češće koristi za više od jedne kornjače. Preporučuje se ne korištenje kaveza koji na dnu imaju rešetke. 

### Okoliš
Toplina, osvijetljene i vlažnost moraju biti savršene kako bi ova životinja ostala zdrava. Crvenonoge kornjače su najaktivnije na temperaturama od 27 do 30°C (81 to 86 °F). Preporučen je topliji kutak od 30 do 31°C (86 to 88 °F) jer se po noći temperature spuste nekoliko stupnjeva. Bitna je visoka vlažnost. Svijetlost bi trebala biti umanjena ili prigušena i trebalo bi biti dovoljno sjenovitih mjesta unutar terarija. Svijetla s UVB zračenjem korisna su kopnici kako bi imala dodatan izvor kalcija potrebitog za dobar koštani razvoj i kontrolu nad epifizom ako će kornjača dugo boraviti u unutrašnjosti. 

### Prehrana
Ovim ljubimcima trebalo bi biti dopušteno da vani pasu unutar ograde što češće. Uobičajena prehrana se sastoji od bilja, povrća, voća, ponekad mesa i mora sadržavati puno kalcija i vlakana. Ne bi trebala sadržavati šećere i masnoće. 
Voće bi trebalo biti što cjelovitije, ali bez sjemenki. Glavni dio prehrane sastoji se od lisnatih zelenila kao što su repa ili raštike, maslačka, razne salate, endivije, kelj, kupus, jestivo lišće s drva ili biljaka kao dudovo lišće, hibiskus, mješane salate, lišće grejpa...     

## Drugi projekti
|  | Zajednički poslužitelj ima stranicu o temi Crvenonoga kornjača    |
|  | Zajednički poslužitelj ima još gradiva o temi Crvenonoga kornjača |
|  | Wikivrste imaju podatke o taksonu Crvenonogoj kornjači            |